# Rodrigo Affonso Pequito
Rodrigo Affonso Pequito (Lisboa, 27 de juny de 1849 - 1931) va ser un geògraf i polític portuguès. Rodrigo Affonso Pequito era fill de José Affonso Pequito, comerciant, i de Teresa Maria de Jesus Pequito. Romangué orfe ben jove, entre 1856 i 1857, i fou recollit per un amic de la família, un capità de l'exèrcit portuguès, Constantino Alves Pereira. Feu els seus estudis al Liceu de Lisboa abans d'entrar a l'Escola de Comerç.
Era membre del Partit Regenerador, i va ser elegit diputat el 1882 per l'àrea de Lisboa. Fou reelegit una altra vegada a les eleccions del 1884.
Va entrar en el govern de Portugal dirigit per Hintze Ribeiro substituint-hi Teixera de Sousa com a ministre de Finances el 20 d'octubre de 1904. Durant el seu període governamental, va proposar una reforma monetària canviant el nom de la unitat monetària del país en luso. La idea resultà ser una temptativa infructuosa i es va descartar aital proposta tot i que va gaudir de cert rebombori mediàtic i que va servir en part ulteriorment per a crear l'escudo.